# Krasznij Szulin-i járás
A Krasznij Szulin-i járás (oroszul: Красносулинский муниципальный район) Oroszország egyik járása a Rosztovi területen. Székhelye Krasznij Szulin.

## Népesség
- 1989-ben 36 814 lakosa volt.
- 2002-ben 34 906 lakosa volt.
- 2010-ben 81 825 lakosa volt, melyből 76 941 orosz, 1 092 ukrán, 987 örmény, 530 azeri, 215 fehérorosz, 199 cigány, 168 kurd, 151 tatár, 105 grúz, 97 német, 96 moldáv, 65 görög, 41 oszét, 40 mordvin, 40 udmurt, 35 csecsen, 34 lezg, 32 asszír, 27 csuvas, 26 koreai stb.